# Швець Сергій Олександрович
Сергі́й Олекса́ндрович Шве́ць (20 липня 1975, Дубно, Україна — 25 червня 2015, Луганське, Україна) — солдат Збройних сил України. Загинув під час російсько-української війни.

## З життєпису
Народився в місті Дубно, де закінчив ЗОШ № 6 та професійно-технічне училище. Проживав у Дубні, працював на різних роботах.
Доброволець, мобілізований 13 травня 2015-го, стрілець 2-го окремого мотопіхотного батальйону.
25 червня 2015 року загинув під селищем Луганське — при проведенні лінії зв'язку під артилерійським обстрілом у Сергія Швеця стався серцевий напад.
27 червня у Дубні відбулося прощання, в місті 26—27-го оголошені днями жалоби. Містяни прощали Сергія на майдані Незалежності, люди ставали на коліна. Без єдиного сина лишилася мама Галина Федорівна — старшого сина та чоловіка втратила раніше.
Похований на дубенському «семидубському» кладовищі.

## Вшанування
- У грудні 2015-го на будівлі Дубенської ЗОШ № 6 відкрито та освячено меморіальну дошку на честь випускника Сергія Швеця.
- Почесний громадянин міста Дубно (2023; посмертно)[1]